# 佐藤彩乃
佐藤 彩乃（さとう あやの、1999年11月4日 - ）は、日本の女子バレーボール選手である。

## 来歴
千葉県千葉市出身。母がソフトバレーをしていた影響で小学3年生からバレーボールを始める。
敬愛学園高等学校、青山学院大学を経て、2021/22シーズン、V.LEAGUE DIVISION1 WOMEN（V1女子）に所属するKUROBEアクアフェアリーズの内定選手となった。内定選手としてV1女子の試合に出場し、Vリーグデビューを果たした。
2022年、大学卒業後に、KUROBEアクアフェアリーズに入団した。
2024年4月、KUROBEからの退団が発表された。6月にクインシーズ刈谷への入団が発表された。

## 人物・エピソード
- 2022年に日本代表に選出された佐藤淑乃（NEC）は妹であり、淑乃の活躍に刺激を受けていると話している[6]。

## 所属チーム
- 敬愛学園高等学校（2015-2018年）
- 青山学院大学（2018-2022年）
- KUROBEアクアフェアリーズ（2022-2024年）
- クインシーズ刈谷（2024年-）